# 長瀞渓谷

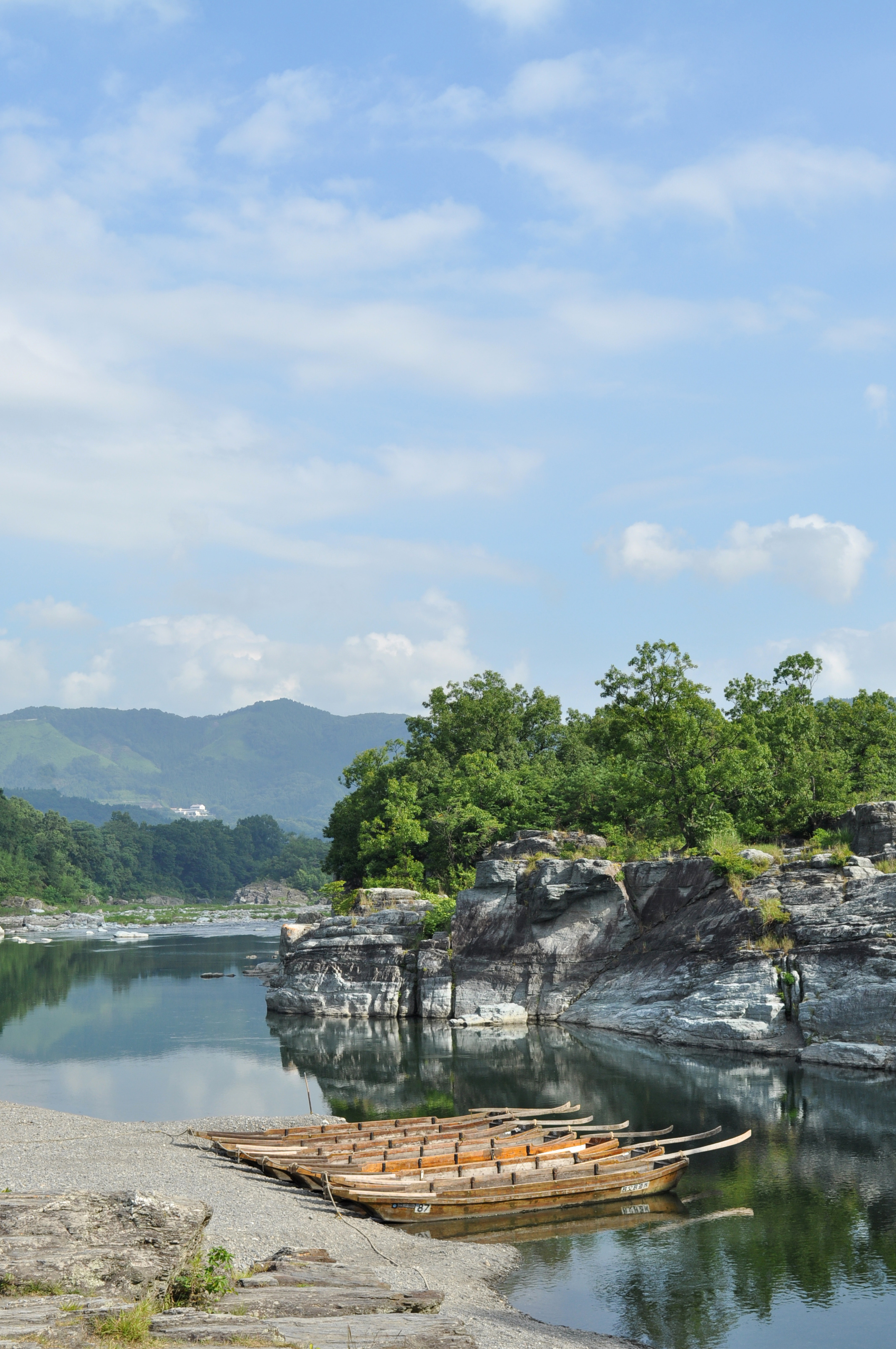
長瀞渓谷

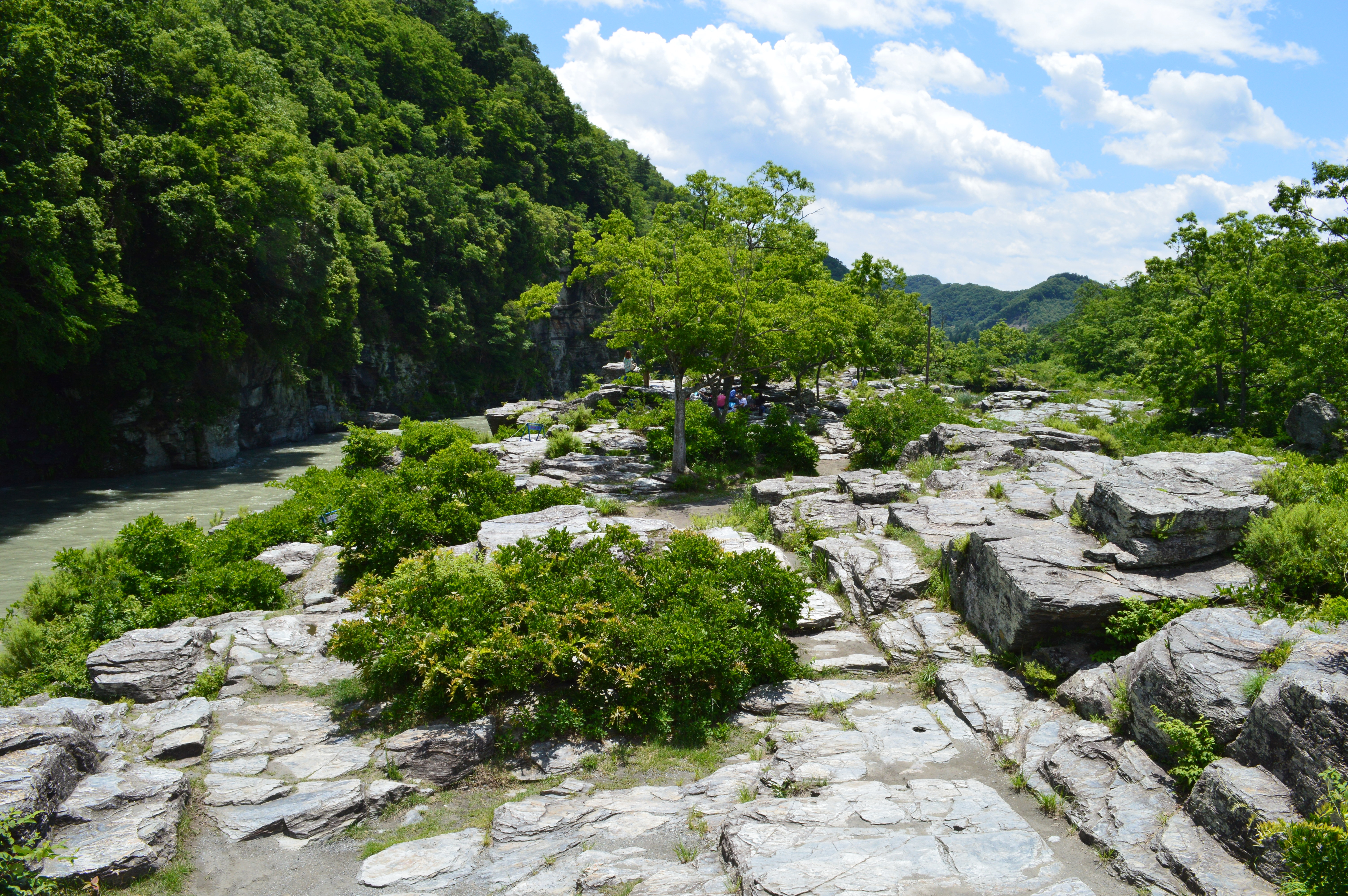
岩畳

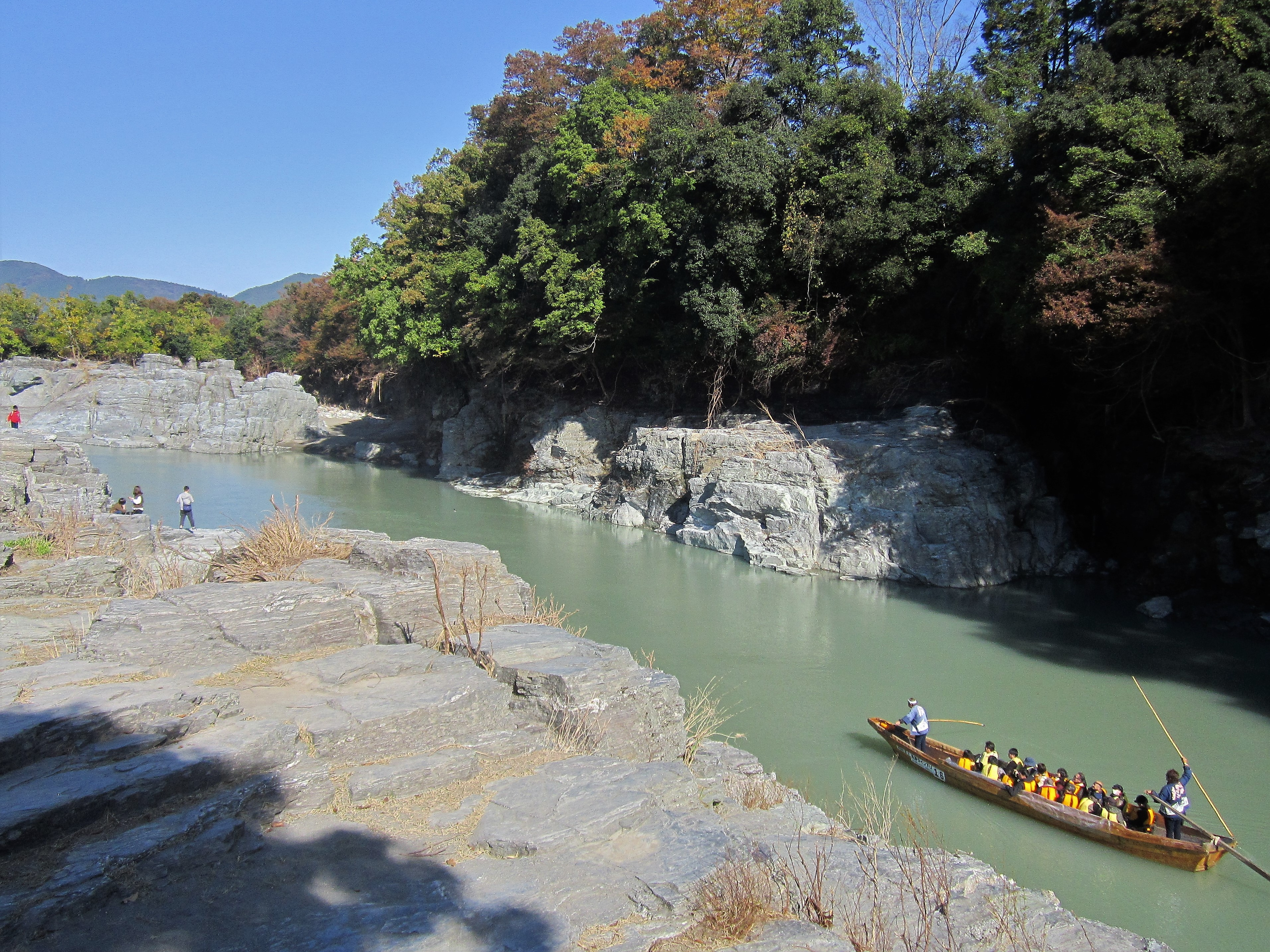
長瀞の渓流と川下り

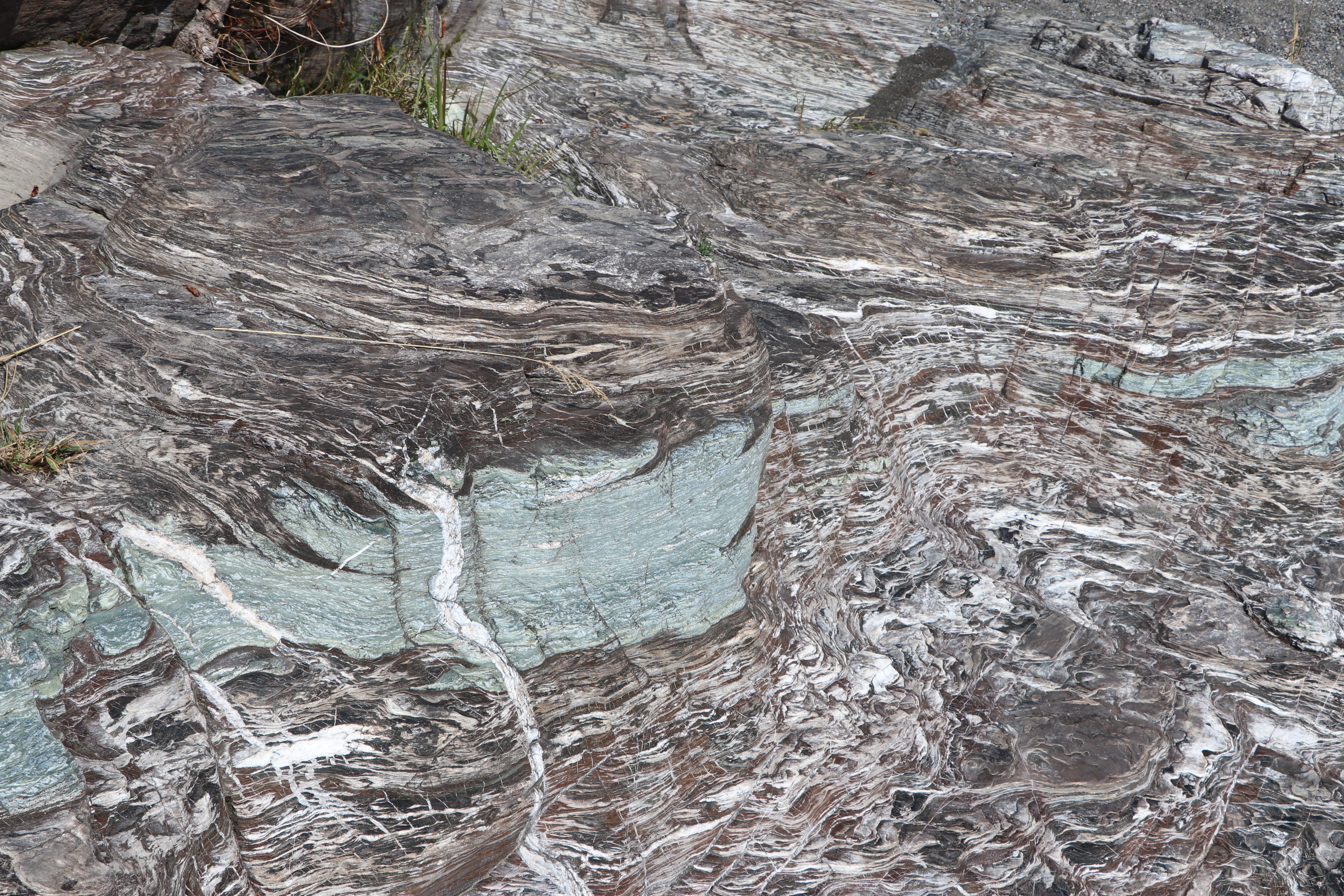
虎岩

長瀞渓谷（ながとろ けいこく）は、日本の埼玉県秩父地方に位置する、荒川が山地部を横断して形成された渓谷。岩畳や秩父赤壁で知られる景勝地である。
1924年（大正13年）12月9日に「長瀞」名義で国の名勝及び天然記念物に指定されている。埼玉県立長瀞玉淀自然公園の一部でもある。
長瀞渓谷の範囲は秩父郡長瀞町のほか、上流の皆野町内の川岸も含む。岩畳など渓谷美が見られるのは約4kmの一部。川下りの発着場がある親鼻橋→岩畳→高砂橋は各3㎞、合計6㎞である。

## 概要
岩畳（いわだたみ）など岩石の間を緩やかな流れ（瀞）が長く続くことから、近代以前より長瀞と呼ばれてきた。
1878年（明治11年）、ドイツ人地質学者ハインリッヒ・エドムント・ナウマン（ナウマン博士）による日本列島各地の地質調査が始まり、博士の率いる調査団が長瀞を訪れ、長瀞の地質学的価値の高さが認められた。以来、長瀞一帯は日本の地質学研究の重要拠点として数多くの学者を育てる現場の役割を果たすこととなり、長瀞は「日本地質学発祥の地」といわれるようになった。埼玉県立自然の博物館前には「日本地質学発祥の地」の石碑がある。また、岩畳をはじめ地下深くの高圧下で形成された結晶片岩が地表に露出するなど、地球内部を地質学的に垣間見ることができるとの意をもって「地球の窓」の雅名もある。
川下りと岩畳が有名で、カヌーやラフティング、キャンプができる。
大正時代に撮影されたと推定される写真と現状を比べると、ノイバラなど草木の繁茂が増えている。長瀞町教育委員会では、治水の進歩で植物が押し流されにくくなったためではないかと推測しているが、景観維持のために伐採することは名勝・天然記念物の「現状変更」に該当する可能性あると苦慮している。

## 地形
岩畳（いわだたみ）
荒川の左岸、長瀞駅東方から南に幅10メートル、延長500メートルにわたって広がる日本有数の岩石段丘である。三波川変成帯と呼ばれる変成岩帯が地表に露出しているところ。
秩父赤壁（ちちぶせきへき）
岩畳の対岸に位置する高さ約100メートル、長さ約500メートルに及ぶ断崖である。中国揚子江の「赤壁」に因んで名付けられた。
ポットホール
荒川の急流が屈曲部で渦をつくり、岩石の河床の凹部に閉じ込められた礫や小石が河床をすり鉢状に削り取ったもの。大きいものでは大人がすっぽり入れる（約1.5メートル）ほどのものもある（長瀞町井戸）。
虎岩（とらいわ） 
表面の紋様が虎の毛皮のようになっている幅15mほどの結晶片岩（スティルプノメレン片岩）。
1916年（大正5年）、宮沢賢治は盛岡高等農林学校の実習で長瀞を訪れた際、虎岩を次のように歌っている。
2003年（平成15年）9月、川原への下り口に歌碑が建てられた。
その他
褶曲、断層、不整合、懸谷、インブリケーション構造、河岸段丘などを見ることができる。

## 長瀞と美術・文芸
| 川合玉堂『行く春』 （左隻） |  | （右隻） |
| 川合玉堂『行く春』 （左隻） |  | （右隻） |

日本画家・川合玉堂による1916年（大正5年）の作。紙本著色、六曲一双屏風。国の重要文化財。東京国立近代美術館所蔵。　描かれている船車（ふなぐるま。船水車ともいう）は小麦を挽く水車を備えた船で、この地では江戸時代から稼働しており、玉堂が訪れた当時はまだ存続していた。この絵のように崖と向かい合った画角での実際の川は右側が上流で左側が下流であるが、絵では流れが逆になっている。画面では上流ほど日陰になっており、その暗さが手前で咲き誇る満開の桜を美しく浮かび上がらせている。流れを下るほどに光が差し込み、右端まで来ると奥の岩肌が眩いほど光を浴びている。切り立った崖は実際より険しく描かれている。絶景の中に老人がひとり、縄を編んでいる（左隻右下）。
上記の宮沢賢治の歌碑ほか、1930年（昭和5年）に秩父鉄道の招きで長瀞を遊覧した高浜虚子の俳句を刻んだ句碑も建つ。

## 付近の名所
- 埼玉県立自然の博物館
- 宝登山
- 宝登山神社
- 旧新井家住宅
- 西浦採銅坑跡

## 交通
- 鉄道：秩父鉄道秩父本線長瀞駅から岩畳へ徒歩5分。
- 車：関越自動車道 花園インターチェンジから約20分。国道140号沿い。

## 長瀞渓谷に関連する地名
武蔵長瀞（武蔵嵐山）
埼玉県比企郡嵐山町の武蔵嵐山は昭和初期まで「武蔵長瀞」と称された。
小矢部川の長瀞
富山県南砺市の小矢部川上流部およそ2kmを指す渓谷。